# Дизайн
Диза́йн (от англ. design — рисовать, чертить, задумывать, а также проект, план, рисунок) — деятельность по проектированию эстетических свойств промышленных изделий («художественное конструирование»), а также результат этой деятельности (например, в таких словосочетаниях, как «дизайн автомобиля»).
Считается, что в более широком смысле дизайн не только призван к художественному конструированию, но и должен участвовать в решении более широких социально-технических проблем функционирования производства, потребления, существования людей в предметной среде, путём рационального построения её визуальных и функциональных свойств.
Теоретической основой дизайна является техническая эстетика.
Термин «промышленный дизайн» был утверждён решением первой генеральной ассамблеи ICSID (International Council of Societies of Industrial Design, Международного совета организаций промышленного дизайна) в 1959 году; термин «дизайн» является профессиональным сокращением термина «промышленный дизайн».
Под словом «design» англоязычная литература начала XXI века понимает и стиль, и проект, и проектирование, и собственно «дизайн» — профессиональную деятельность, наряду с архитектурой или инженерным проектированием.
- Дизайнер — художник-конструктор[3], человек, занимающийся художественно-технической деятельностью в разных отраслях (в том числе архитектор, проектировщик, иллюстратор, дизайнер плакатной и прочей рекламной графики, веб-дизайнер).

## Другие определения дизайна

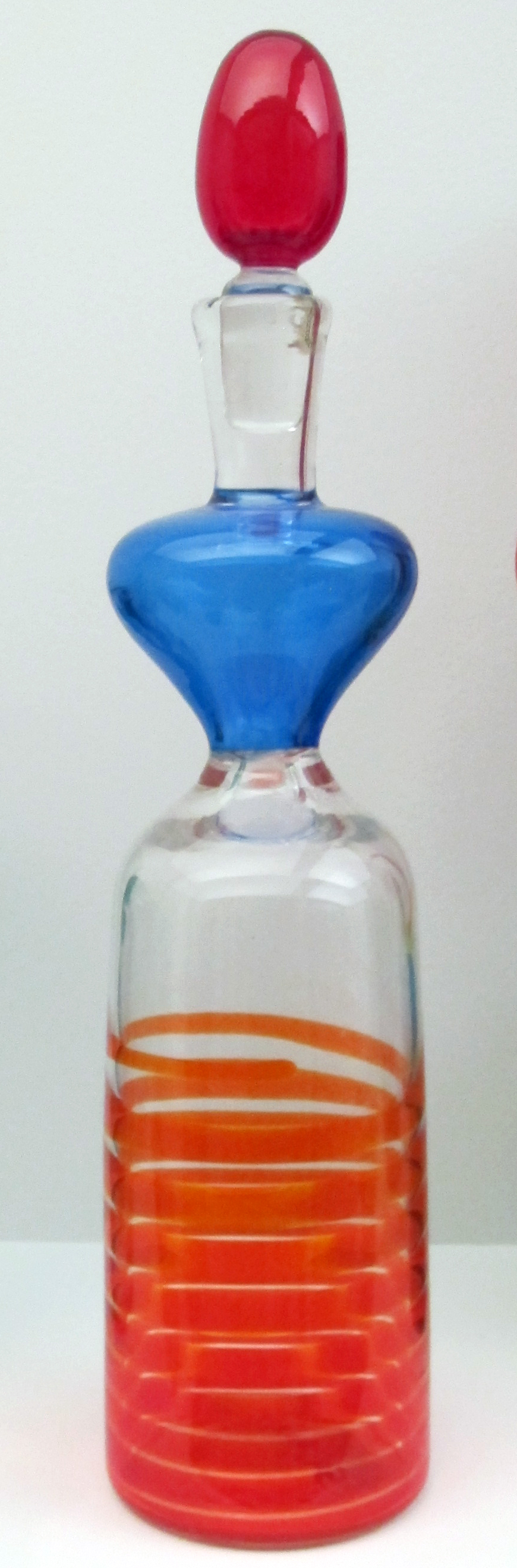
Джо Понти для Venini, 1949

Определений дизайна столь же много, сколько дизайнеров. Разнообразность определений «дизайнов» точно выразил Томас Мальдонадо:

Различные философии дизайна являются выражением различного отношения к миру. Место, которое мы отводим дизайну в мире, зависит от того, как мы понимаем этот мир…
Он же, являясь председателем ICSID (ИКСИД) дал в 1969 году следующее определение:

Дизайн является творческой деятельностью, цель которой — определение формальных качеств предметов, производимых промышленностью; эти качества формы относятся не только к внешнему виду, но, главным образом, к структурным и функциональным связям, которые превращают систему в целостное единство (с точки зрения как изготовителя, так и потребителя). Дизайн стремится охватить все аспекты окружающей человека среды, которые обусловлены промышленным производством.— 
Герберт Саймон определяет дизайн следующим образом:

Инженеры — не единственные представители профессиональных дизайнеров. Дизайном занимается каждый, кто разрабатывает варианты действий, направленные на изменение существующих ситуаций в предпочтительные.
Оригинальный текст (англ.)
Engineers are not the only professional designers. Everyone designs who devises courses of action aimed at changing existing situations into preferred ones. Herbert Simon
— 
В начале XXI века Н. В. Воронов дал более современное определение дизайна:

Дизайн — органичное новое соединение существующих материальных объектов и (или) жизненных ситуаций на основе метода компоновки при необходимом использовании данных науки с целью придания результатам этого соединения эстетических качеств и оптимизации их взаимодействия с человеком и обществом. Это определяет наличие присущих дизайну социальных последствий, проявляющихся в содействии общественному прогрессу и формированию личности. Термином «дизайн» может определяться собственно замысел (проект), процесс его реализации и полученный результат.

## История

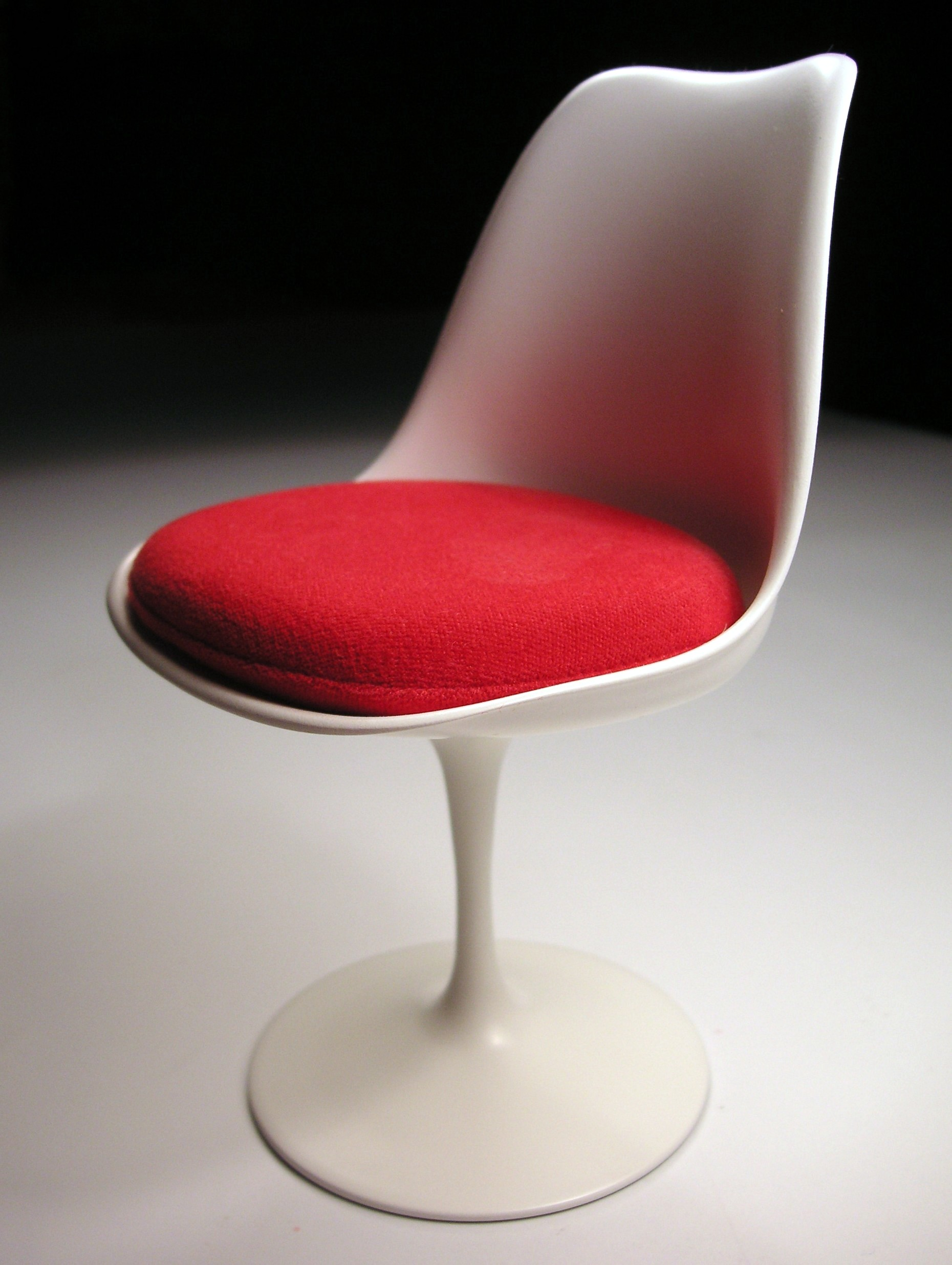
Ээро Сааринен. Кресло «Тюльпан» (1956)

Итальянское слово disegno латинского происхождения употреблялось издавна и всегда означало «рисунок, изображение», а также «замысел, идея, проект, план». В искусстве эпохи итальянского Возрождения, в XVI веке выражение «disegno intero» означало рождённую у художника идею — концепцию произведения искусства. Оксфордский словарь 1588 года даёт следующую интерпретацию этого слова: «задуманный человеком план или схема чего-то, что будет реализовано, первый набросок будущего произведения искусства».
В 1849 году в Англии вышел журнал, имевший в названии английское слово «дизайн» — «Journal of Design», основанный государственным деятелем, художником-проектировщиком сэром Генри Коулом (он же выступал инициатором проведения первой Всемирной выставки в Лондоне 1851 года). В одном из номеров журнала было отмечено раннее, двойственное значение этого слова:

«Дизайн имеет двойственную природу. На первом месте — строгое соответствие назначению создаваемой вещи. На втором — украшение или орнаментирование этой полезной структуры. Слово „дизайн“ для многих связывается чаще всего со вторым, с независимым орнаментом, противопоставленным полезной функции, нежели с единством обеих сторон». Ричард Редгрейв, редактор
В сентябре 1969 года на конгрессе Международного совета организаций по дизайну было принято следующее определение: «Под термином „дизайн“ понимается творческая деятельность, цель которой — определение формальных качеств предметов, производимых промышленностью. Эти качества формы относятся не только ко внешнему виду, но главным образом к структурным и функциональным связям, которые превращают систему в целостное единство с точки зрения как изготовителя, так и потребителя».
В середине XX века в профессиональном лексиконе для обозначения формообразования в условиях индустриального производства употреблялось понятие «индустриальный дизайн». Тем самым подчёркивалась его неразрывная связь с промышленным производством и конкретизировалась многозначность термина «дизайн». И многие трактаты по истории дизайна того времени в заголовках содержали уточнение «индустриальный дизайн». Затем в конце XX века проектно-художественную деятельность в области индустриального формообразования стали называть более кратко — «дизайн». Отчасти это связано и с тем, что общество вступило в фазу постиндустриального развития, произошли значительные перемены в целеустановках «индустриального дизайна».

## Предмет и объект дизайн-деятельности
Предметом дизайн-деятельности является «создание гармоничной, содержательной и выразительной предметно-пространственной среды, окружающей человека». Объектом дизайн-деятельности могут стать любые объекты: технические изделия, продукты общественного производства, их комплексы в системе отношений: человек-предмет-среда, их форма, «причём не только внешний вид предмета, но главным образом структурные связи, которые придают ему необходимое функциональное и композиционное единство, способствующее повышению эффективности производства, потребления и социальных отношений».

### Основные категории объекта дизайна
- Образ — идеальное представление об объекте, его образная модель, созданная воображением дизайнера.
- Функция — работа, которую должно выполнять изделие, а также смысловая, знаковая и ценностная роли вещи.
- Экономика — стоимостная составляющая объекта, материал, покрытие, массовость изготовления и т. д.
- Морфология — строение, структура формы изделия, организованная в соответствии с его функцией, материалом и способом изготовления, воплощающая замысел дизайнера.
- Технологическая форма — морфология, воплощённая в способе промышленного производства вещи-объекта дизайн-проектирования в результате художественного осмысления технологии.
- Эстетическая ценность (в отдельных случаях: художественно-образная ценность) — особое значение объекта, выявляемое человеком в ситуации эстетического восприятия, эмоционального, чувственного переживания и оценки степени соответствия объекта эстетическому идеалу субъекта.

## Методики постановки дизайн-задач
- Футуродизайн-методология

## Методики поиска дизайн-решения
- Выставочное моделирование
- Музейное ситуационное моделирование
- Перевоплощение или заимствование позиции
- Проецирование личности в проектируемый объект
- Сценарное моделирование
- Игровое ситуационное моделирование
- Математическое и физическое моделирование динамики объекта в среде
- Генеративный дизайн

## Разновидности дизайна
- Анимационный дизайн
- Архитектурный дизайн
- Веб-дизайн
- Геймдизайн
- Графический дизайн
- Дизайн городской среды
- Дизайн интерьера
- Дизайн одежды
- Дизайн церемоний
- Звуковой дизайн
- Информационный дизайн
- Книжный дизайн
- Ландшафтный дизайн
- Моушн-дизайн
- Параметрический дизайн
- Полиграфический дизайн
- Проектирование взаимодействия

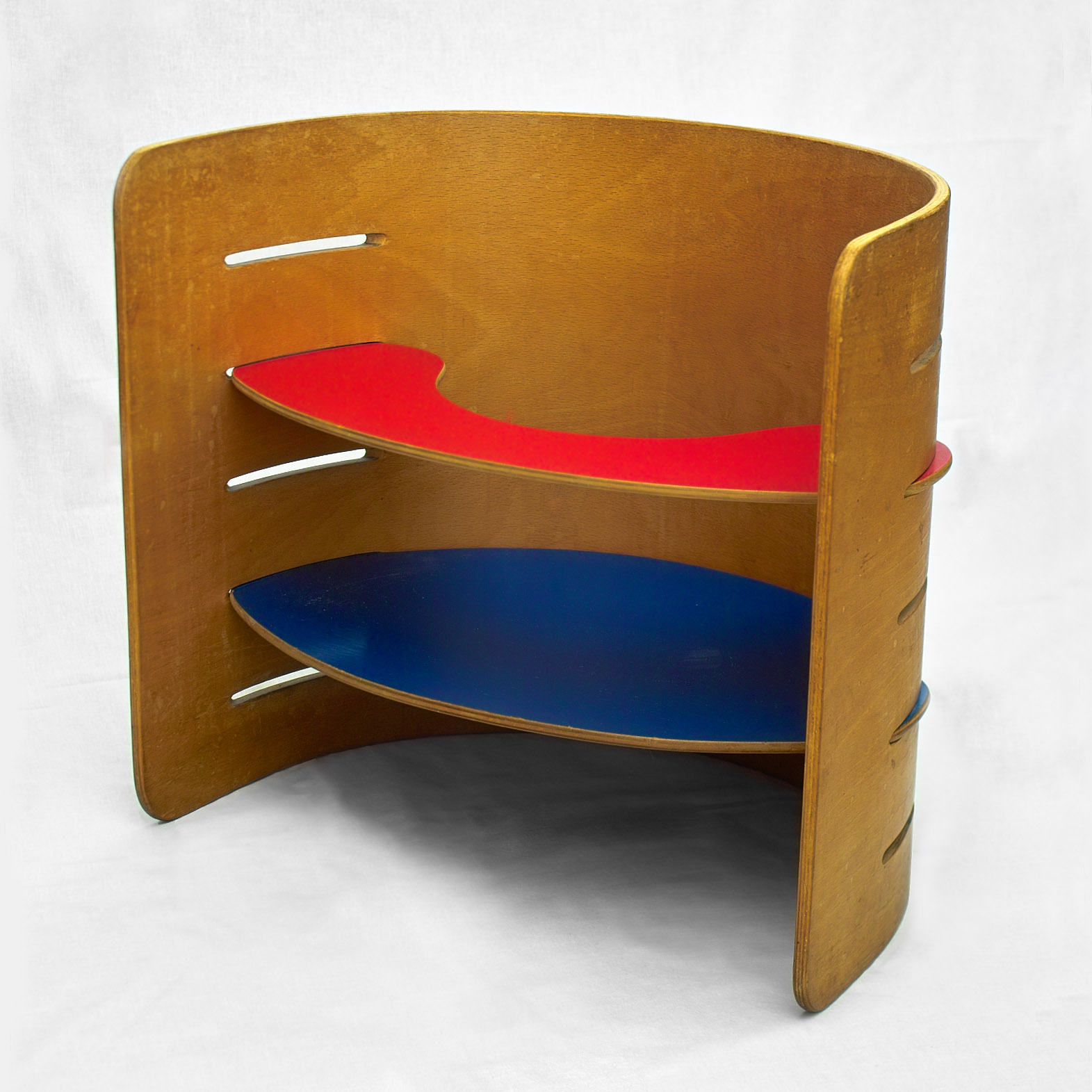
Многофункциональная детская мебель, дизайнер — Kristian Solmer Vedel (1951), промышленно произведено в 1956

- Проектирование программного обеспечения
- Промышленный дизайн
- Световой дизайн
- Транспортный дизайн
- Футуродизайн
- Экодизайн
- UX/UI-дизайн

и другие направления. 

## Правовая охрана
Дизайнерские решения, как и эргономические решения, являются результатами творческой деятельности и подлежат правовой охране в большинстве стран на основе норм авторского права и патентного права. Конкретнее, дизайнерские решения получают кумулятивную правовую охрану в качестве объектов авторского права, промышленных образцов, торговых марок, а также объектов правовой охраны в конкурентном праве.